# ステルス交境曲
『ステルス交境曲』（ステルスシンフォニー）は、原作：成田良悟、作画：天野洋一による日本の漫画作品。2013年に『ジャンプVS』（集英社）に前日譚となる読み切りを掲載。その後『週刊少年ジャンプ』（同）にて、2014年13号から同年33号まで連載された後、最終幕・完全版を『少年ジャンプ+』（同）2014年9月23日に掲載。
短期間で連載が終了したが、成田は本作がきっかけで漫画原作の仕事が増えたという。

## あらすじ
大都会である神防町。そこは人間だけでなく、エルフやドワーフなどの様々な種族が共に暮らしている。その中でも神防町最高の警備会社V&Vに勤める藪雨トロマは特に奇妙な存在だった。ある日、トロマはV&Vを訪ねてきた人間の少年、雲沼ジグと出会う。ジグの依頼は、「自分から街の人を守ってほしい」というものだった。

## 登場人物

### 主要人物
雲沼 ジグ（くもぬま ジグ）
背中に自動反撃する「竜の遺産」を取り付けられた少年。

### V&V綜合警備保障
藪雨 トロマ（やぶさめ トロマ）
透明なドラゴン。普段は人間に化けている。
虹神 アリス（にじかみ アリス）
他人の特殊能力を奪う力を持つ吸血鬼。
MR.ゴルゾン
V&V綜合警備保障の社長。伝説の英雄マイムロンド。

## 用語
竜の遺産
竜が残した魔法のアイテム。
V&V綜合警備保障
善悪問わずお客様の未来を護る警備会社。

## 書誌情報
- 成田良悟（原作）・天野洋一（作画）『ステルス交境曲』集英社〈ジャンプ・コミックス〉、全3巻
  1. 2014年8月4日発売[7]、ISBN 978-4-08-880157-5
  2. 2014年8月4日発売[8]、ISBN 978-4-08-880199-5
  3. 2014年10月3日発売[9]、ISBN 978-4-08-880242-8